# Hydriomena lichenosa
Hydriomena lichenosa là một loài bướm đêm trong họ Geometridae.